# Cassonade Graeffe

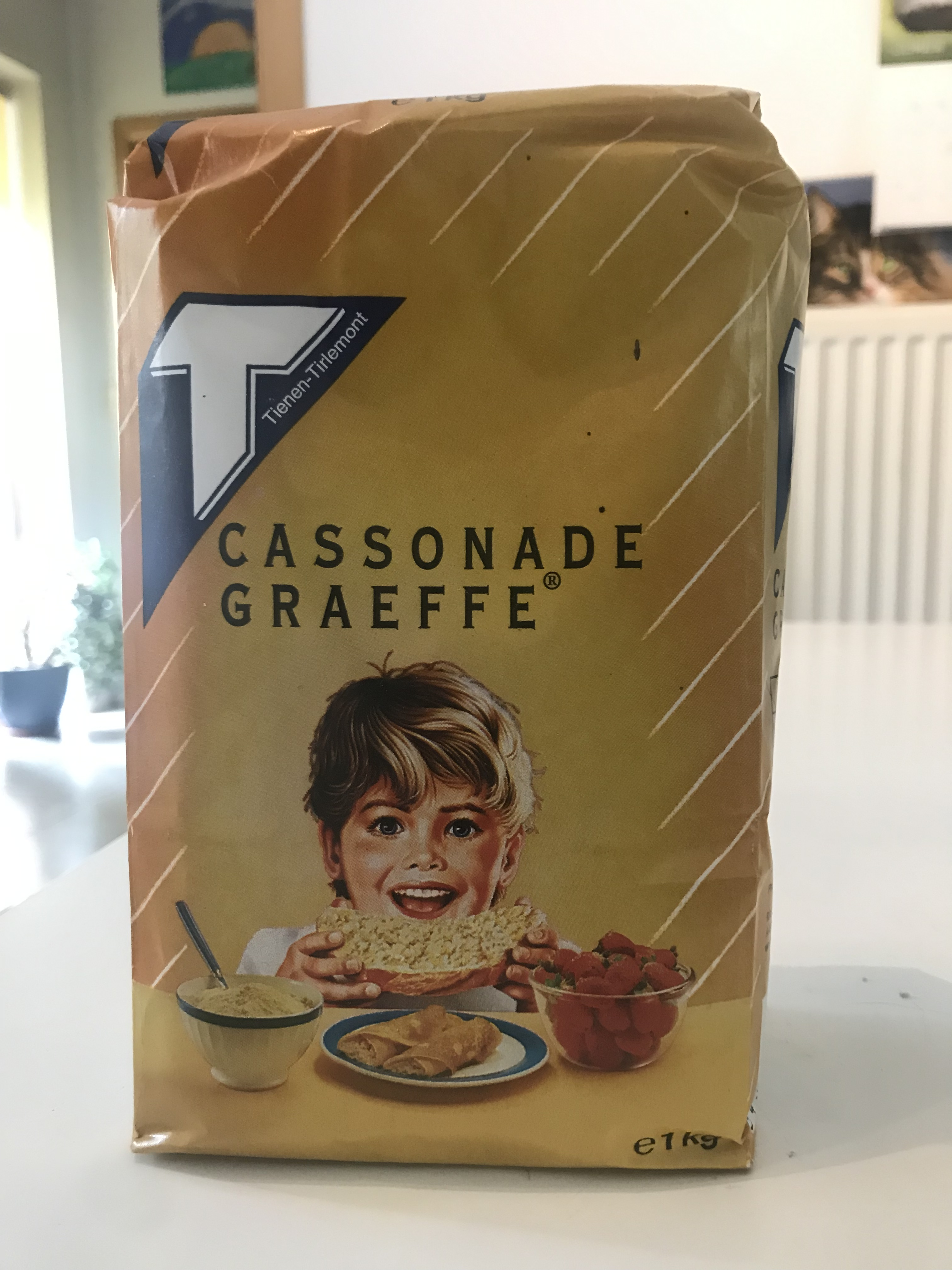
Cassonade Graeffe

La cassonade Graeffe est la première cassonade créée à partir de betteraves. Aujourd'hui, ce sucre est produit et commercialisé par la Raffinerie Tirlemontoise. Elle est très connue en Belgique et dans le Nord de la France. On l'utilise principalement sur des crêpes, dans de la maquée (fromage blanc), du riz au lait, des pommes au four ou simplement sur du pain.
C'est un sucre roux, mélange de sucre et de mélasse, granuleux aux reflets dorés. Fabriquée à partir de la betterave sucrière, elle est obtenue par la cristallisation d’un mélange de divers sirops. Ce produit, qui répond en Belgique à l'appellation cassonade, ressemble à la vergeoise disponible en France.

## Histoire
Elle a été inventée par Charles Graeffe, qui a lancé sa raffinerie en 1859. En 1929, l’entreprise familiale Raffinerie Graeffe, à Molenbeek, une des communes de Bruxelles, en Belgique, devient une société anonyme. En 1953 (ou en 1962), l’entreprise est rachetée par la Raffinerie Tirlemontoise. La production est alors transférée à Tirlemont, où elle s'effectue toujours selon le procédé traditionnel. En France, la cassonade Graeffe est commercialisée sous le nom de « Sucre roux Graeffe », le terme cassonade ne pouvant être utilisé que pour un produit issu de la canne à sucre. 
L'emballage de cassonade Graeffe, un sachet de papier en plusieurs épaisseurs, montre un enfant mangeant une tartine avec de la cassonade. Plusieurs fois, les médias belges ont cherché l'enfant figurant sur cet emballage. L'actuel date des années 80.
En 2018, la fondation Child Focus avec le concours de la Raffinerie Tirlemontoise , lance une opération de sensibilisation à la disparition d'enfants en faisant disparaître du paquet de cassonade le visage de l'enfant et en laissant juste une chaise vide.  
L'emballage mentionne le texte suivant : « La texture particulière de ce sucre est le fruit d'un savoir-faire et d'une tradition bien de chez nous, longue de 150 ans. Cette cassonade est extraite de la betterave sucrière. Elle vous séduira par sa saveur, son moelleux et sa tendre couleur blonde. Son goût authentique est idéal dans le yaourt, le fromage blanc, le riz au lait, les pommes au four, sur les crêpes et même sur les tartines. Pour qu'elle reste plus longtemps moelleuse, gardez-la paquet bien fermé dans un endroit qui ne soit pas trop sec. »

## Données nutritionnelles
Les données nutritionnelles (par 100 g) mentionnées sur le paquet (2012) sont : 
- Valeur énergétique : 1637 kJ - 385 kcal
- Protéines : 1,9 g
- Glucides : 94,4 g (dont sucre : 94 g)
- Lipides : 0 g
- Fibres alimentaires : 0,2 g
- Sodium : 66 mg
- Potassium : 526 mg

Comme tous les sucres solides, la cassonade Graeffe est dispensée d'étiquetage d'une date de péremption par les législations belge et européenne.
Le produit est disponible en paquets de 1 kg et de 500 g.